# دييغو فلوريس
دييغو فلوريس Diego Flores (ولد في 18 ديسمبر 1982) لاعب شطرنج أرجنتيني يحمل لقب أستاذ كبير.

## إنجازات
- لعب في كأس العالم للشطرنج أعوام 2005، 2007، 2009، 2013، 2017.
- فاز ببطولة الأرجنتين للشطرنج أعوام 2005، 2009، 2012، 2016.
- مثل بلاده في أولمبياد الشطرنج وبطولة فرق بان أميركا للشطرنج.
- تعادل على المركز الأول والثاني مع ألكسندر فير في كأس أمريكا اللاتينية للشطرنج عام 2011، وخسر أمامه في مباراة تحديد الغالب.

## تصنيف
- بلغ في تصنيف إيلو 2601 نقطة في يناير 2018.

## ألقاب
- نال لقب أستاذ كبير عام 2008.

## الكتابة
- يكتب أعمدة صحفية في الشطرنج في صحيفة دياريو ديمكراسيا منذ عام 2004.

## روابط خارجية
- دييغو فلوريس على موقع الاتحاد الدولي للشطرنج (الإنجليزية)
- دييغو فلوريس على موقع مباريات الشطرنج (الإنجليزية)
- دييغو فلوريس على موقع 365Chess.com (الإنجليزية)
- دييغو فلوريس على موقع Chesstempo.com (الإنجليزية)
- دييغو فلوريس سجل أولمبياد الشطرنج على موقع OlimpBase.org (الإنجليزية)